# Coleridge (cràter)
Coleridge és un cràter d'impacte en el planeta Mercuri de 112 km de diàmetre. Porta el nom del poeta anglès Samuel Taylor Coleridge, (1772-1834), i el seu nom va ser aprovat per la Unió Astronòmica Internacional el 1976.